# Sylvia (cântăreață)
Sylvia Jane Hutton (născută Kirby; n. 9 decembrie 1956, Kokomo, Indiana, SUA), cunoscută ca Sylvia, este o cântăreață americană de muzică pop. 